# Okręg wyborczy nr 24 do Sejmu Rzeczypospolitej Polskiej (1993–2001)
Okręg wyborczy nr 24 do Sejmu Rzeczypospolitej Polskiej (1993–2001) obejmował województwo leszczyńskie. W ówczesnym kształcie został utworzony w 1993. Wybieranych było w nim 4 posłów w systemie proporcjonalnym.
Siedzibą okręgowej komisji wyborczej było Leszno.

## Wyniki wyborów
| Podział 4 mandatów: SLD: 2 PSL: 2 |

| Podział 4 mandatów: SLD: 2 AWS: 2 |

## Reprezentanci okręgu
| Sejm | Rok  | Poseł KW                                        | Poseł KW                                        | Poseł KW                                        | Poseł KW                                        | Poseł KW                                        | Poseł KW                                        | Poseł KW                                        | Poseł KW                                        |
| ---- | ---- | ----------------------------------------------- | ----------------------------------------------- | ----------------------------------------------- | ----------------------------------------------- | ----------------------------------------------- | ----------------------------------------------- | ----------------------------------------------- | ----------------------------------------------- |
| II   | 1993 |                                                 | Z. Gorzelańczyk SLD                             |                                                 | J. Maćkowiak PSL                                |                                                 | W. Bogusławski PSL                              |                                                 | K. Musielak SLD                                 |
| II   | 1996 | W. Szczepański SLD                              |                                                 |                                                 | J. Maćkowiak PSL                                |                                                 | W. Bogusławski PSL                              |                                                 | K. Musielak SLD                                 |
| III  | 1997 | W. Szczepański SLD                              |                                                 | M. Poślednik AWS                                |                                                 | E. Barys AWS                                    | R. Hayn SLD                                     |                                                 |                                                 |
| IV   | 2001 | okręg zniesiony – patrz okręgi nr 3, 8, 36 i 38 | okręg zniesiony – patrz okręgi nr 3, 8, 36 i 38 | okręg zniesiony – patrz okręgi nr 3, 8, 36 i 38 | okręg zniesiony – patrz okręgi nr 3, 8, 36 i 38 | okręg zniesiony – patrz okręgi nr 3, 8, 36 i 38 | okręg zniesiony – patrz okręgi nr 3, 8, 36 i 38 | okręg zniesiony – patrz okręgi nr 3, 8, 36 i 38 | okręg zniesiony – patrz okręgi nr 3, 8, 36 i 38 |

### Wybory parlamentarne 1993
| Komitet wyborczy                                      | Komitet wyborczy                                     | Głosów | %     | Mandaty | Wybrani posłowie                                               |
| ----------------------------------------------------- | ---------------------------------------------------- | ------ | ----- | ------- | -------------------------------------------------------------- |
|                                                       | Sojusz Lewicy Demokratycznej                         | 33 176 | 21,88 | 2       | Zbigniew Gorzelańczyk, Kazimierz Musielak, Wiesław Szczepański |
|                                                       | Polskie Stronnictwo Ludowe                           | 31 878 | 21,03 | 2       | Janusz Maćkowiak, Włodzimierz Bogusławski                      |
|                                                       | Unia Demokratyczna                                   | 14 724 | 9,71  | –       |                                                                |
|                                                       | Unia Pracy                                           | 11 102 | 7,32  | –       |                                                                |
|                                                       | Bezpartyjny Blok Wspierania Reform                   | 10 097 | 6,66  | –       |                                                                |
|                                                       | Katolicki Komitet Wyborczy „Ojczyzna”                | 9341   | 6,16  | –       |                                                                |
|                                                       | Partia X                                             | 6432   | 4,24  | –       |                                                                |
|                                                       | Samoobrona – Leppera                                 | 6184   | 4,08  | –       |                                                                |
|                                                       | Unia Polityki Realnej                                | 5352   | 3,53  | –       |                                                                |
|                                                       | Niezależny Samorządny Związek Zawodowy „Solidarność” | 4608   | 3,04  | –       |                                                                |
|                                                       | Konfederacja Polski Niepodległej                     | 4096   | 2,70  | –       |                                                                |
|                                                       | Porozumienie Centrum                                 | 4060   | 2,68  | –       |                                                                |
|                                                       | Kongres Liberalno-Demokratyczny                      | 3520   | 2,32  | –       |                                                                |
|                                                       | Polskie Stronnictwo Ludowe – Porozumienie Ludowe     | 3465   | 2,29  | –       |                                                                |
|                                                       | Koalicja dla Rzeczypospolitej                        | 2700   | 1,78  | –       |                                                                |
|                                                       | NOT Stowarzyszenia Techniczne                        | 858    | 0,57  | –       |                                                                |
| Frekwencja: 51,48% Źródło: Państwowa Komisja Wyborcza |                                                      |        |       |         |                                                                |

Poniższa tabela przedstawia podział mandatów dla komitetów wyborczych na podstawie uzyskanych głosów, a następnie obliczonych ilorazów wyborczych na podstawie metody D’Hondta.
| Podział mandatów dla komitetów wyborczych na podstawie metody D’Hondta | Podział mandatów dla komitetów wyborczych na podstawie metody D’Hondta | Podział mandatów dla komitetów wyborczych na podstawie metody D’Hondta | Podział mandatów dla komitetów wyborczych na podstawie metody D’Hondta | Podział mandatów dla komitetów wyborczych na podstawie metody D’Hondta | Podział mandatów dla komitetów wyborczych na podstawie metody D’Hondta | Podział mandatów dla komitetów wyborczych na podstawie metody D’Hondta | Podział mandatów dla komitetów wyborczych na podstawie metody D’Hondta | Podział mandatów dla komitetów wyborczych na podstawie metody D’Hondta |
| Komitet wyborczy                                                       | Komitet wyborczy                                                       | Liczba głosów                                                          | Iloraz wyborczy                                                        | Iloraz wyborczy                                                        | Iloraz wyborczy                                                        | Iloraz wyborczy                                                        | Mandaty                                                                | TP                                                                     |
| Komitet wyborczy                                                       | Komitet wyborczy                                                       | Liczba głosów                                                          | /1                                                                     | /2                                                                     | /3                                                                     | /4                                                                     | Mandaty                                                                | TP                                                                     |
| ---------------------------------------------------------------------- | ---------------------------------------------------------------------- | ---------------------------------------------------------------------- | ---------------------------------------------------------------------- | ---------------------------------------------------------------------- | ---------------------------------------------------------------------- | ---------------------------------------------------------------------- | ---------------------------------------------------------------------- | ---------------------------------------------------------------------- |
|                                                                        | Sojusz Lewicy Demokratycznej                                           | 33 176                                                                 | 33 176                                                                 | 16 588                                                                 | 11 059                                                                 | 8294                                                                   | 2                                                                      | 1,26                                                                   |
|                                                                        | Polskie Stronnictwo Ludowe                                             | 31 878                                                                 | 31 878                                                                 | 15 939                                                                 | 10 626                                                                 | 7970                                                                   | 2                                                                      | 1,21                                                                   |
|                                                                        | Unia Demokratyczna                                                     | 14 724                                                                 | 14 724                                                                 | 7362                                                                   | 4908                                                                   | 3681                                                                   | 0                                                                      | 0,56                                                                   |
|                                                                        | Unia Pracy                                                             | 11 102                                                                 | 11 102                                                                 | 5551                                                                   | 3701                                                                   | 2776                                                                   | 0                                                                      | 0,42                                                                   |
|                                                                        | Bezpartyjny Blok Wspierania Reform                                     | 10 097                                                                 | 10 097                                                                 | 5049                                                                   | 3366                                                                   | 2524                                                                   | 0                                                                      | 0,38                                                                   |
|                                                                        | Konfederacja Polski Niepodległej                                       | 4096                                                                   | 4096                                                                   | 2048                                                                   | 1365                                                                   | 1024                                                                   | 0                                                                      | 0,16                                                                   |
| Ogółem                                                                 | Ogółem                                                                 | 105 073                                                                | —                                                                      | —                                                                      | —                                                                      | —                                                                      | 4                                                                      | 4                                                                      |

### Wybory parlamentarne 1997
| Komitet wyborczy                                      | Komitet wyborczy                          | Głosów | %     | Mandaty | Wybrani posłowie                  |
| ----------------------------------------------------- | ----------------------------------------- | ------ | ----- | ------- | --------------------------------- |
|                                                       | Sojusz Lewicy Demokratycznej              | 42 749 | 33,89 | 2       | Ryszard Hayn, Wiesław Szczepański |
|                                                       | Akcja Wyborcza Solidarność                | 32 510 | 25,77 | 2       | Marian Poślednik, Elżbieta Barys  |
|                                                       | Unia Wolności                             | 15 986 | 12,67 | –       |                                   |
|                                                       | Polskie Stronnictwo Ludowe                | 14 473 | 11,47 | –       |                                   |
|                                                       | Unia Pracy                                | 6550   | 5,19  | –       |                                   |
|                                                       | Krajowa Partia Emerytów i Rencistów       | 4302   | 3,41  | –       |                                   |
|                                                       | Ruch Odbudowy Polski                      | 3584   | 2,84  | –       |                                   |
|                                                       | Krajowe Porozumienie Emerytów i Rencistów | 2162   | 1,71  | –       |                                   |
|                                                       | Unia Prawicy Rzeczypospolitej             | 1662   | 1,32  | –       |                                   |
|                                                       | Blok dla Polski                           | 1417   | 1,12  | –       |                                   |
|                                                       | Przymierze Samoobrona                     | 745    | 0,59  | –       |                                   |
| Frekwencja: 47,98% Źródło: Państwowa Komisja Wyborcza |                                           |        |       |         |                                   |

Poniższa tabela przedstawia podział mandatów dla komitetów wyborczych na podstawie uzyskanych głosów, a następnie obliczonych ilorazów wyborczych na podstawie metody D’Hondta.
| Podział mandatów dla komitetów wyborczych na podstawie metody D’Hondta | Podział mandatów dla komitetów wyborczych na podstawie metody D’Hondta | Podział mandatów dla komitetów wyborczych na podstawie metody D’Hondta | Podział mandatów dla komitetów wyborczych na podstawie metody D’Hondta | Podział mandatów dla komitetów wyborczych na podstawie metody D’Hondta | Podział mandatów dla komitetów wyborczych na podstawie metody D’Hondta | Podział mandatów dla komitetów wyborczych na podstawie metody D’Hondta | Podział mandatów dla komitetów wyborczych na podstawie metody D’Hondta | Podział mandatów dla komitetów wyborczych na podstawie metody D’Hondta |
| Komitet wyborczy                                                       | Komitet wyborczy                                                       | Liczba głosów                                                          | Iloraz wyborczy                                                        | Iloraz wyborczy                                                        | Iloraz wyborczy                                                        | Iloraz wyborczy                                                        | Mandaty                                                                | TP                                                                     |
| Komitet wyborczy                                                       | Komitet wyborczy                                                       | Liczba głosów                                                          | /1                                                                     | /2                                                                     | /3                                                                     | /4                                                                     | Mandaty                                                                | TP                                                                     |
| ---------------------------------------------------------------------- | ---------------------------------------------------------------------- | ---------------------------------------------------------------------- | ---------------------------------------------------------------------- | ---------------------------------------------------------------------- | ---------------------------------------------------------------------- | ---------------------------------------------------------------------- | ---------------------------------------------------------------------- | ---------------------------------------------------------------------- |
|                                                                        | Sojusz Lewicy Demokratycznej                                           | 42 749                                                                 | 42 749                                                                 | 21 375                                                                 | 14 250                                                                 | 10 687                                                                 | 2                                                                      | 1,56                                                                   |
|                                                                        | Akcja Wyborcza Solidarność                                             | 32 510                                                                 | 32 510                                                                 | 16 255                                                                 | 10 837                                                                 | 8128                                                                   | 2                                                                      | 1,19                                                                   |
|                                                                        | Unia Wolności                                                          | 15 986                                                                 | 15 986                                                                 | 7993                                                                   | 5329                                                                   | 3997                                                                   | 0                                                                      | 0,59                                                                   |
|                                                                        | Polskie Stronnictwo Ludowe                                             | 14 473                                                                 | 14 473                                                                 | 7237                                                                   | 4824                                                                   | 3618                                                                   | 0                                                                      | 0,53                                                                   |
|                                                                        | Ruch Odbudowy Polski                                                   | 3584                                                                   | 3584                                                                   | 1792                                                                   | 1195                                                                   | 896                                                                    | 0                                                                      | 0,13                                                                   |
| Ogółem                                                                 | Ogółem                                                                 | 109 302                                                                | —                                                                      | —                                                                      | —                                                                      | —                                                                      | 4                                                                      | 4                                                                      |